# 限時限額加碼停利投資法
限時限額加碼停利投資法（英語：Enhanced Dollar Cost Averaging），是改良自平均成本法的一套系統化投資方法，以達成投資人投資獲利的目標。

## EDCA 投資流程
依據市場波動大小決定定時投入資金的變動百分比 Y
- 當投資標的前一個月下跌時，本月投資金額加碼 Y% 金額
- 當投資標的前一個月上漲時，本月投資金額減碼 Y% 金額

## 文獻
1. ↑   . 臺灣大學: 企業管理碩士專班. 2012 （中文（臺灣））.
2. 1 2  Lee Dunham and Geoffrey C. Friesen. . 2011-12  [2020-12-09]. （原始内容存档于2020-12-03）.